# Жінки у космосі

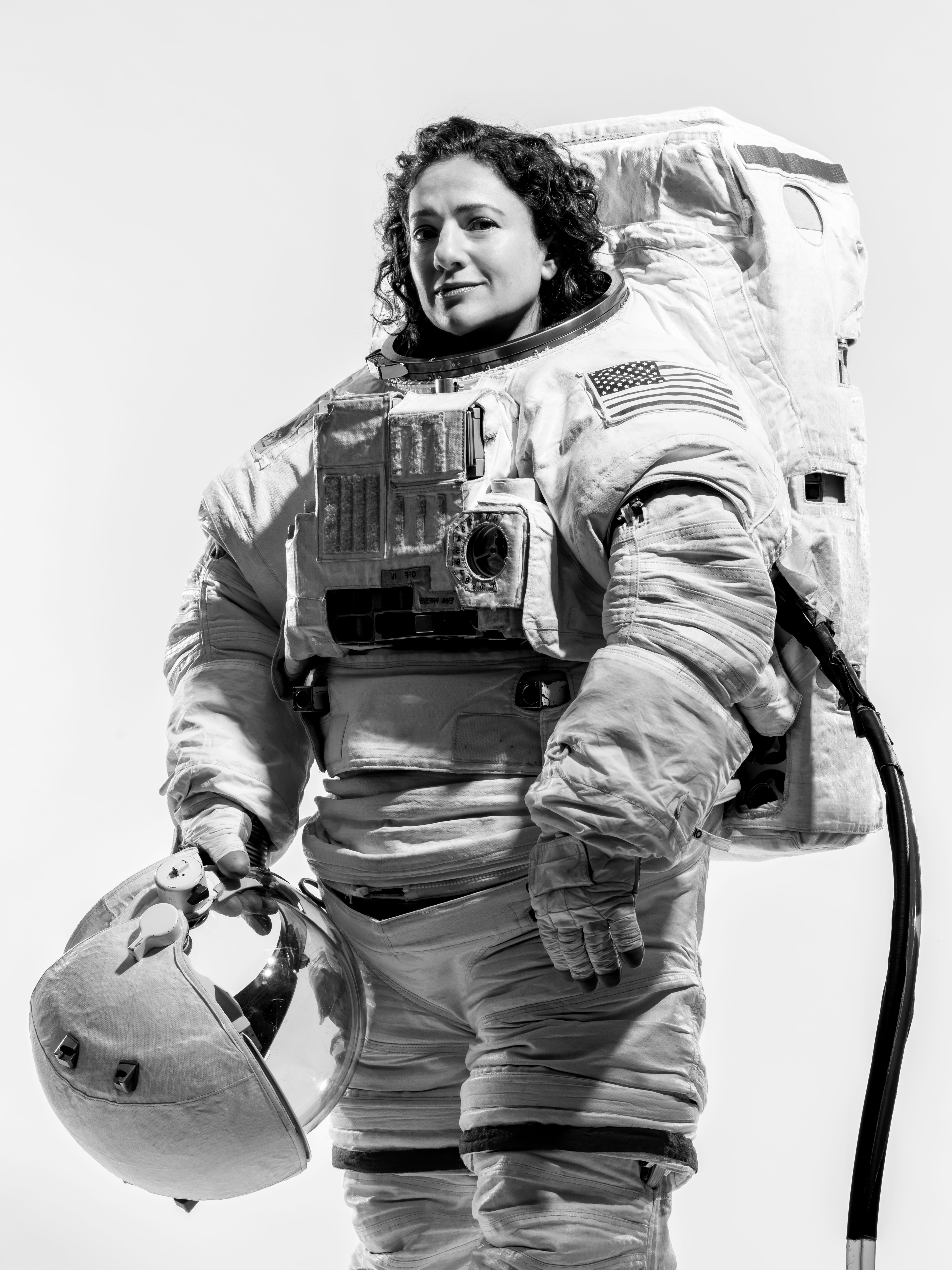
Портрет астронавтки NASA Джессіки Меїр у позакорабельному мобільному засобі (скафандр), 2018.

Жінки багатьох національностей працювали в космосі. Першою жінкою в космосі стала радянська космонавтка Валентина Терешкова, здійснивши політ у 1963 році. Активніше програми космічних польотів почали включати жінок лише з 1980-х. Більшість астронавток були громадянками США, з місіями на космічному шаттлі та на Міжнародній космічній станції. Активні космічні програми, які включають астронавток, підтримують Китай, Росія та США. Канада, Франція, Індія, Іран, Італія, Японія, Південна Корея та Велика Британія відправляють жінок на орбіту у складі міжнародних екіпажів.
Жінки у космосі стикаються з багатьма тими ж проблемами, з якими й чоловіки: фізичні труднощі внаслідок неземних умов, психологічні наслідки ізоляції та поділу[чого?].

## Участь жінок у космічних програмах

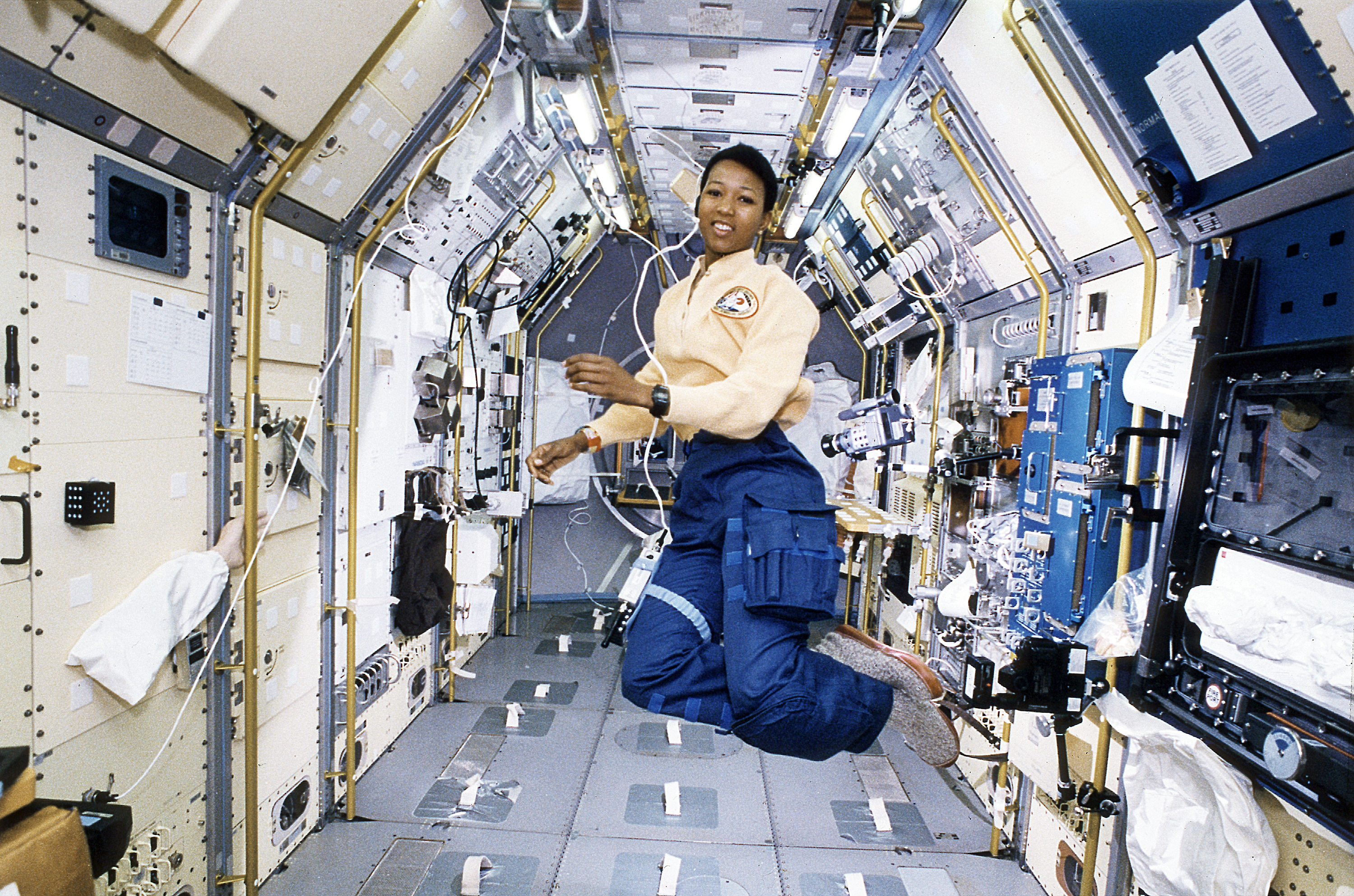
Мей Джемісон в космічній лабораторії на борту STS-47, 1992

Перша жінка (Валентина Терешкова) здійснила політ у космос в 1963 році, але впродовж наступних 20 років інших астронавток не було.
І хоча ряд американок пройшли відбір в астронавтки на початку 1960-х, вони не мали права бути астронавтками, оскільки для цього вимагалося бути військовими пілотами-випробувачами, кар'єра яких тоді не була доступна для жінок.
NASA відкрила космічну програму для жінок-заявниць у 1978 році у відповідь на нові антидискримінаційні закони, однак суспільне сприйняття космонавток прийшло зі значним запізненням. Коли Саллі Райд стала першою американською космонавткою, що вийшла в космос, преса задавала їй сексистські питання про її репродуктивні органи і чи плакатиме вона, якщо на роботі щось піде не так. Жінки з дітьми стикаються з питаннями про те, як вони зрівняються з традиційними очікуваннями материнства. Шеннон Лусід, одна з перших американських астронавток, згадує запитання преси про те, як її діти поводять себе, поки матір в космосі. В сфері космічних досліджень часто очікується, що саме жінки відповідальні за виховання дітей, і це може вплинути на їхню кар'єру.

### Радянський Союз

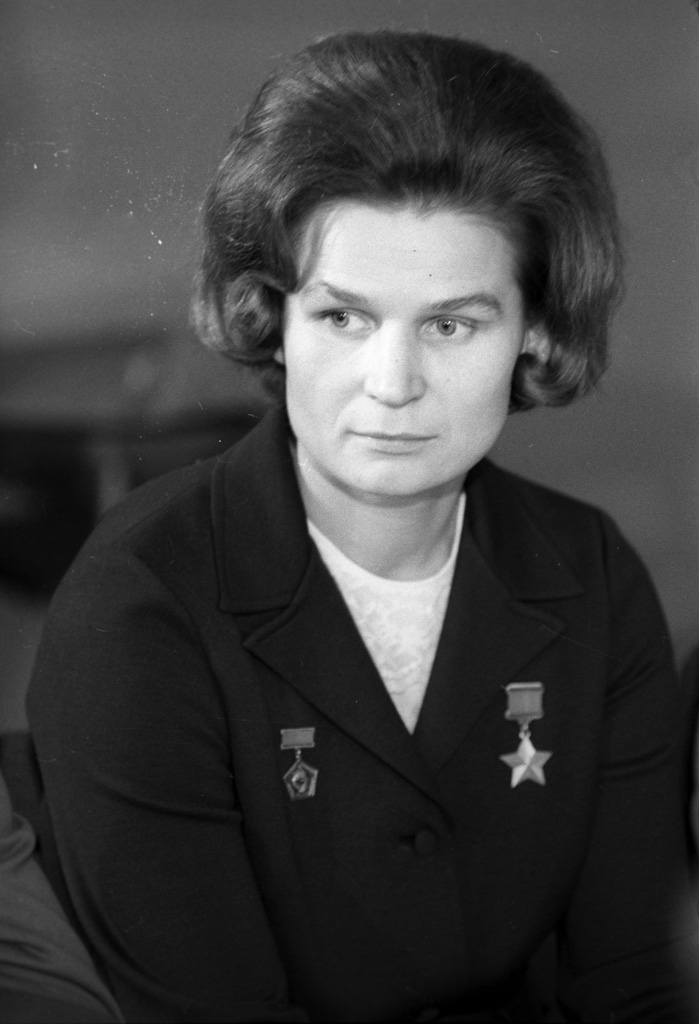
Валентина Терешкова, перша жінка в космосі, 1969

Першою жінкою в космосі була радянська космонавтка Валентина Терешкова, яка розпочала місію на космічному кораблі «Восток 6» 16 червня 1963 року.
Другою жінкою, яка полетіла в космос, була також радянська космонавтка Світлана Савицька, в 1982 році на космічному кораблі «Союз Т-7». Савицька стала першою жінкою, що полетіла в космос двічі (вдруге — на космічному кораблі «Союз Т-12» 25 липня 1984 року), і першою жінкою, яка вийшла у відкритий космос, де провела 3 години 35 хвилин, під час здійснення позакорабельної діяльністі (EVA) за межами космічної станції «Салют 7» на «Союзі Т-12»

#### Пострадянська Росія
Росіянка Олена Кондакова стала першою жінкою, яка здійснила польоти як за програмою «Союз», так і на космічному шаттлі. Олена Сєрова стала першою російською космонавткою, яка відвідала Міжнародну космічну станцію 26 вересня 2014 року.
Російська космічна програма також включала в себе міжнародних космонавток: Гелен Шарман з Великої Британії (1991 р.), Клоді Еньєре з Франції (1996 і 2001 рр.), Ануше Ансарі з Ірану (2006 р.), Ї Со-йон з Південної Кореї (2008 р.) І Саманту Крістофоретті з Італії (2014).

### США

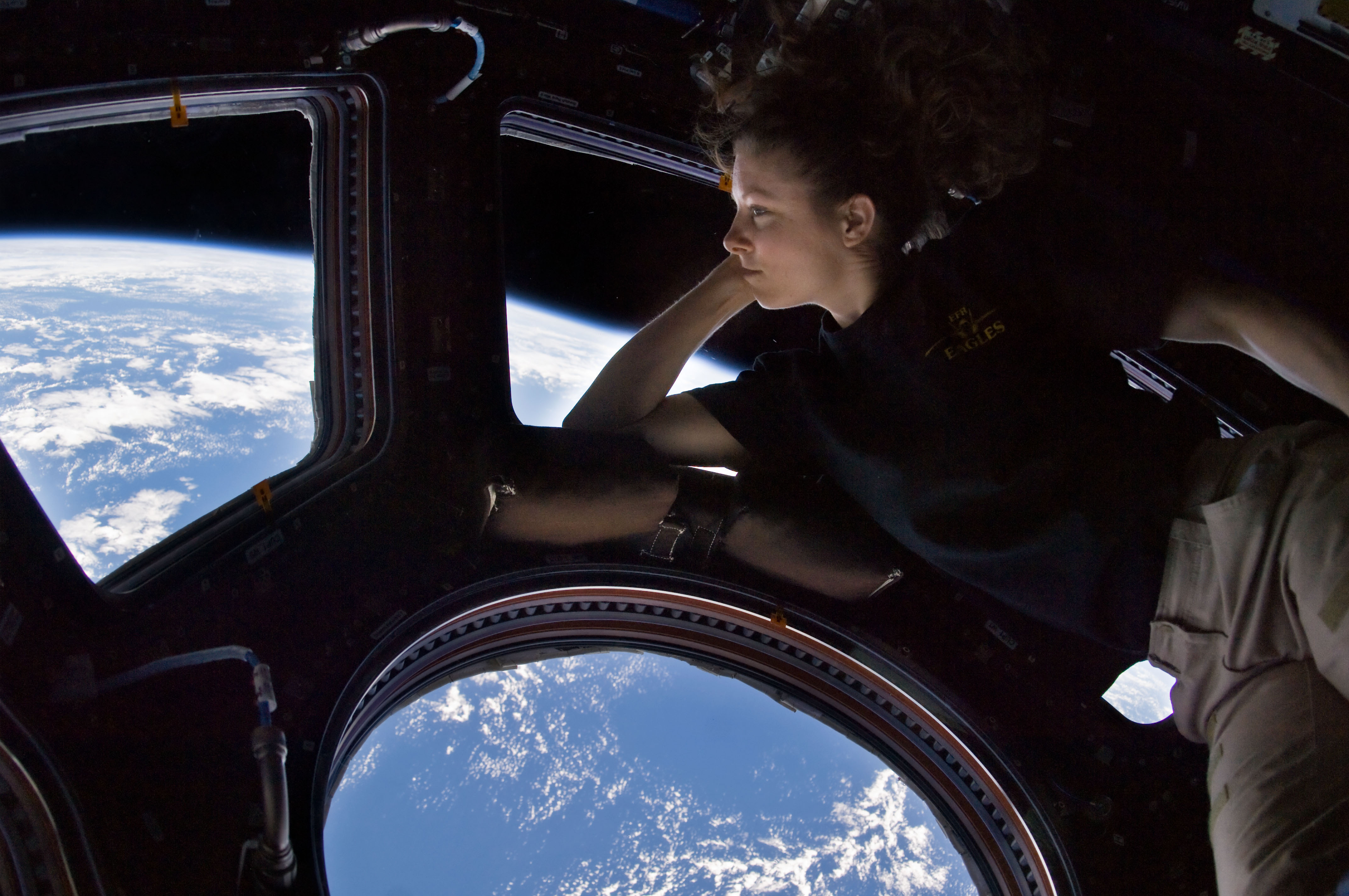
Трейсі Колдвел Дайсон оглядає Землю з МКС Купол, 2010

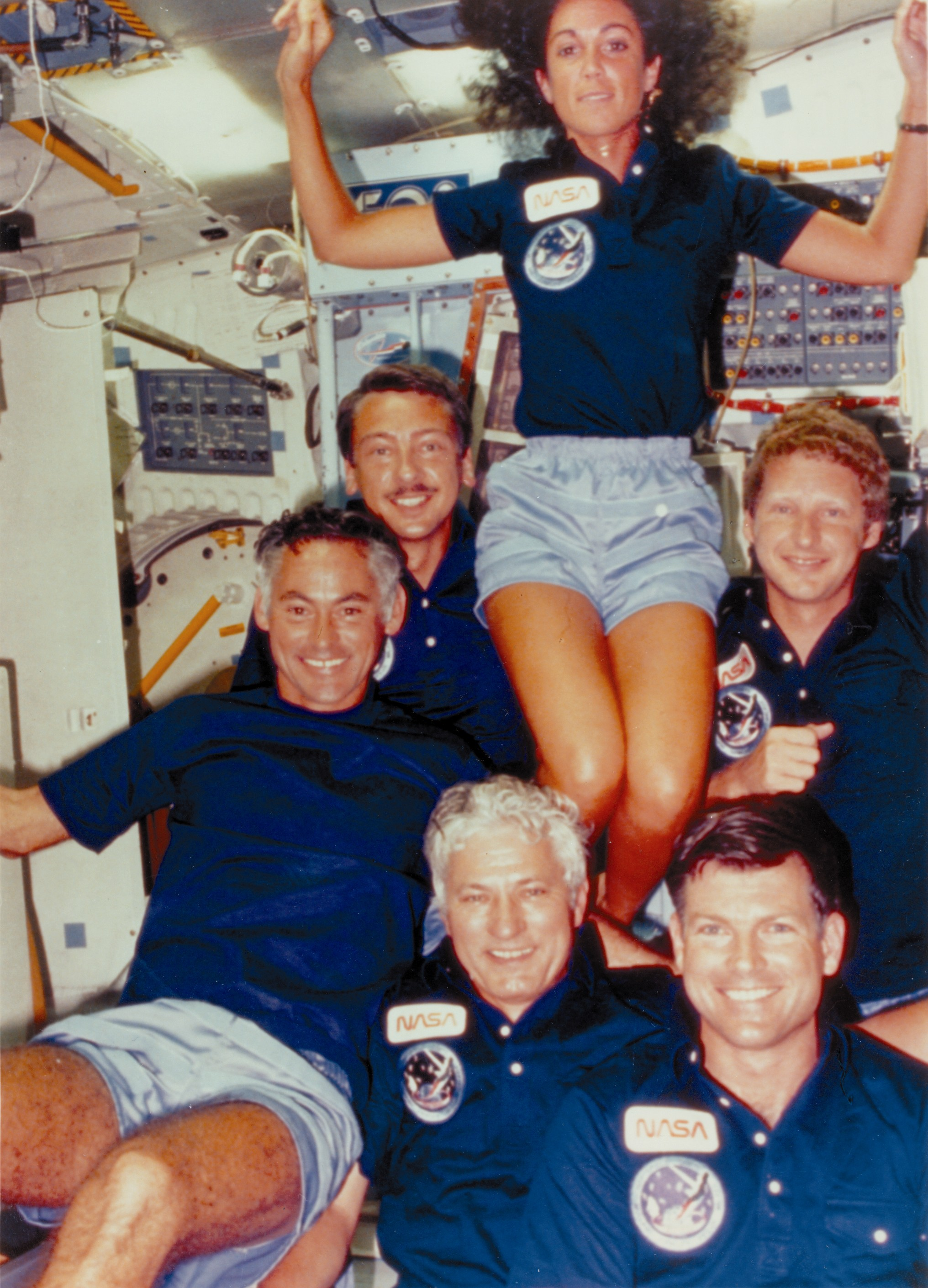
Джудіт Рєзнік як спеціалістка космічної місії на борту космічного корабля Discovery в 1984 році

Сполучені Штати не мали астронавток аж до 1983 року, коли астронавтка Саллі Райд розпочала роботу у складі сьомої місії космічного човна STS-7. Відтоді понад 40 американок здійснили польоти в космос. Більшість рейсів виконувалася на різних космічних кораблях з 1983 по 2011 роки.

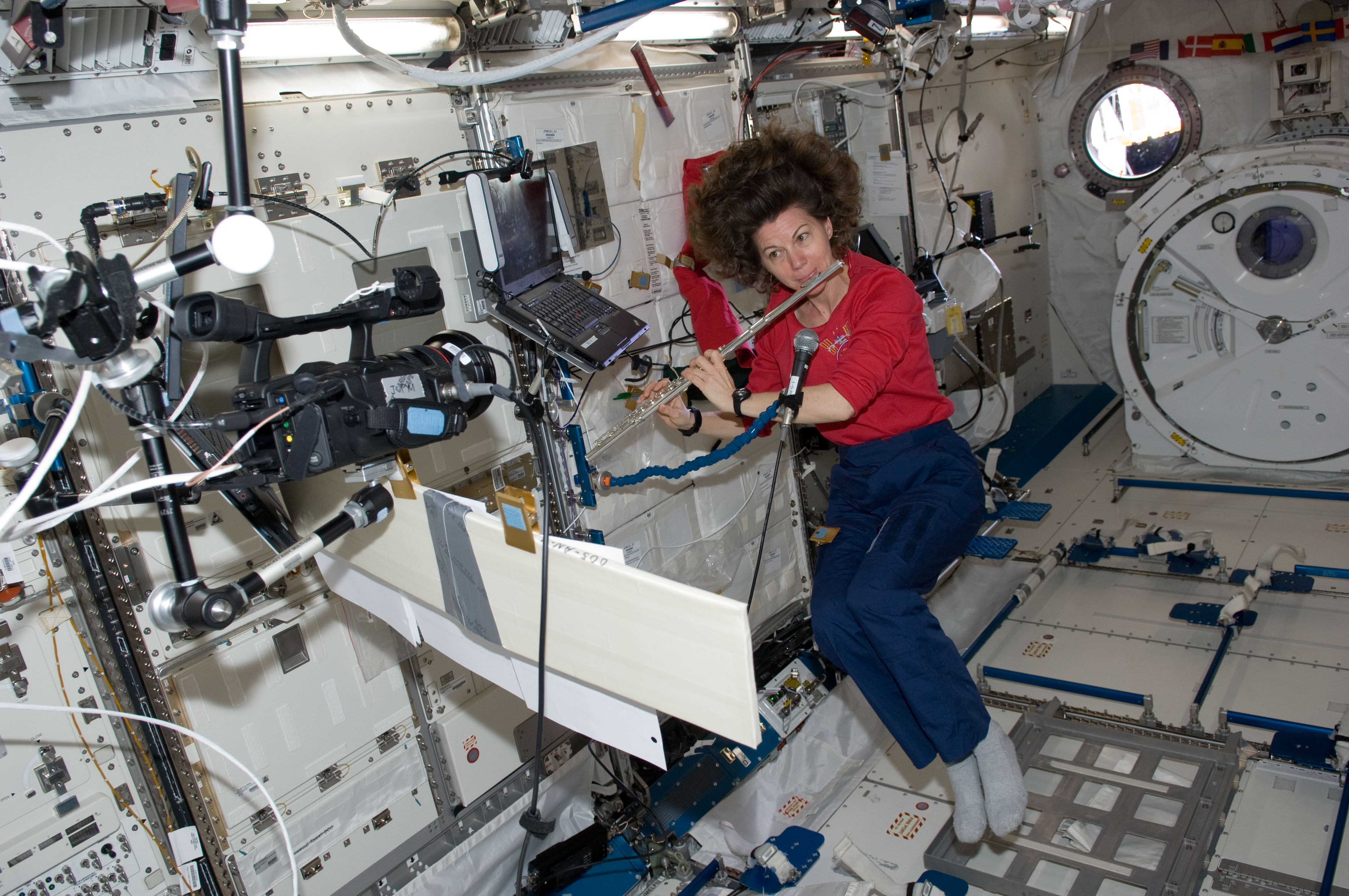
Кетрін Колман грає на флейті на борту МКС, 2011

Саллі Райд була третьою жінкою, яка полетіла в космос. Політ здійснила на СТС-7 з 18 по 24 червня 1983 року. Джудіт Рєзнік була другою американською жінкою в космосі і четвертою жінкою в космічному просторі як спеціалістка місії на Діскавері, з серпня по вересень 1984 року. Вона померла менш ніж через півтора року, коли космічний шатл «Челленджер» зазнав катастрофи. Першою жінкою у складі екіпажу МКС була Сьюзен Хелмс у експедиції 2, яка тривала з березня 2001 року до серпня 2001 року. Астронавтка США НАСА Кетлін Рубінс стала 60-ою жінкою, що літала в космос; вона вирушила на Міжнародну космічну станцію 6 липня 2016 року в якості інженерки у експедиції 48 і експедиції 49 і повернулася в жовтні 2016 року, провівши 12 годин і 46 хвилин на EVA і 115 днів у космосі і 12 годин і 46 хвилин у космосі. Під час свого перебування на МКС Кетлін також провела численні експерименти, в тому числі і в області біології. Вона була першою людиною, яка вивчала секвентування ДНК в космосі.
Крім американських громадян, американські ракети запускали й міжнародних космонавток: Роберта Бондар (1992 р.) і Джулі Пайєт (в 1999 і 2009 рр.) з Канади, Кальпана Чавла з Індії (1997 і 2003 рр.), Тіакі Мукай (в 1994 і 1998 рр.) і Наоко Ямадзакі (2010 р.) з Японії у рамках космічної програми США.
Ряд високопоставлених жінок завжди виявляли інтерес до космічних програм і всебічно їм сприяли. Так, на початку 2000-х років Лорі Гарвер ініціювала проект комерційного (приватного) космічного польоту з проектом «AstroMom», тому що «…створення цивілізації у космосі було б однією з найважливіших речей, які ми могли б зробити в нашому житті»

### Канада

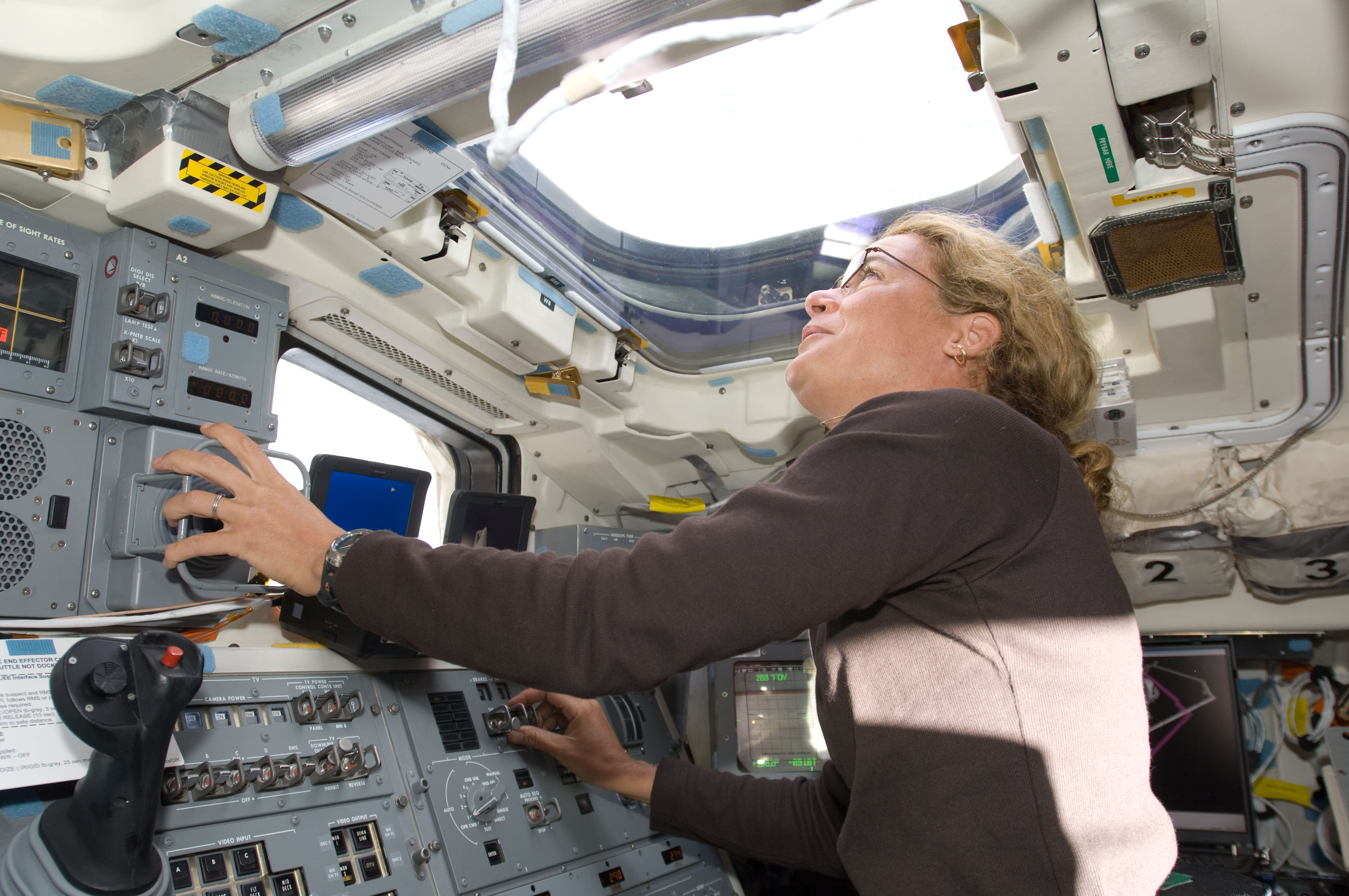
Канадська космонавтка Жулі Паєтт в космосі в 2009 році (STS-127)

Роберта Бондар була першою канадкою і другою громадянкою Канади в космосі. Вона здійснила політ на космічному шаттлі Discovery у січні 1992 року.
Ще одна канадська космонавтка — Джулі Пайєтт з Монреаля. Пайєтт входила до складу екіпажу STS-96, який здійснив політ на космічному шаттлі Discovery з 27 травня по 6 червня 1999 року. Під час місії екіпаж здійснив перше ручне стикування космічного корабля з Міжнародною космічною станцією і забезпечив доставку чотирьох тонн необхідних поставок на МКС. Пайєтт працювала в якості спеціалістки місії. Її головна відповідальність полягала у справній роботі робототехніки Canadarm на МКС. Джулі Пайєтт прийняла присягу як 29-й генерал-губернаторка Канади 2 жовтня 2017 року.

### Японія

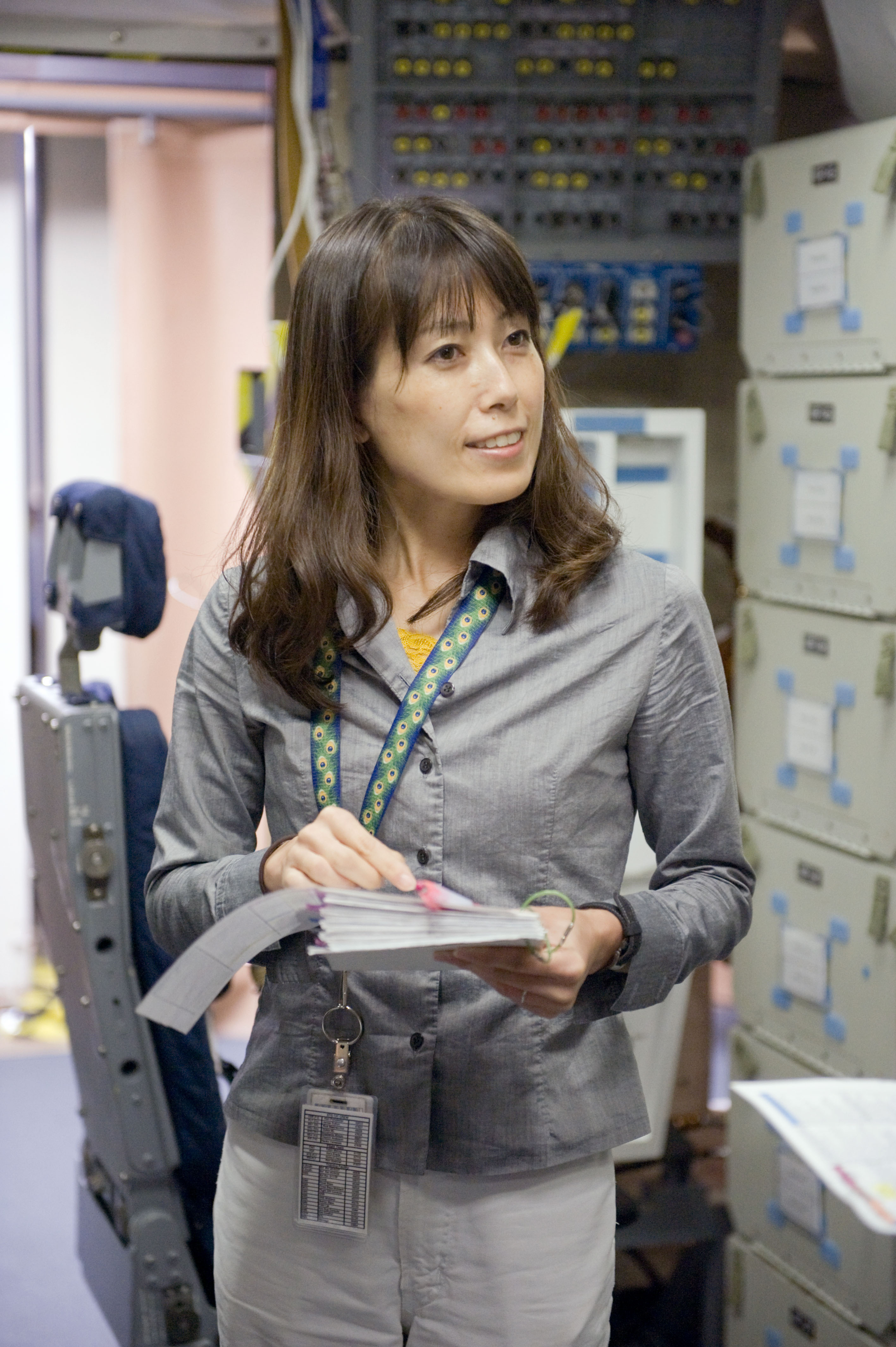
Наоко Ямадзакі в космічному центрі НАСА Johnson, 2009

У 1985 році японка Тіакі Мукай була обрана однією з трьох кандидаток на посаду спеціалістки з корисного навантаження для першого випробування на обробку матеріалів (Spacelab-J), який вилетів на борт STS-47 у 1992 році. Вона також виконувала функції резервної фахівчині з корисного навантаження для місії Neurolab (STS-90). Мукай загалом провела понад 566 годин у космосі. Вона вилетіла на борту STS-65 в 1994 році і STS-95 в 1998 році. Тіакі є першою японкою, яка літала в космос, і першою громадянкою Японії (серед обох статей), що літала двічі.
Наоко Ямадзакі стала другою японкою, яка полетіла в космос, запуск відбувся 5 квітня 2010 року на шаттлі Discovery як частина місії STS-131. Астронастка повернулася на Землю 20 квітня 2010 року. Ямадзакі працювала над проектами розвитку апаратних засобів МКС у 1990-х роках. Вона є аерокосмічною інженеркою з магістерським ступенем у цій галузі. Була обрана для навчання космонавтів в 1999 році і сертифікована до 2001 року. Була спеціалісткою місії під час космічного польоту 2010 року і провела 362 години в космосі. Ямадзакі працювала над робототехнікою і пройшла через реорганізацію японської організації космічних польотів у 2003 році, коли NASDA (Національне агентство розвитку космосу) об'єдналася з ISAS (Інститут космічної та астронавтичної науки) і NAL (Національна аерокосмічна лабораторія Японії). Нова організація отримала назву JAXA (Японське агентство аерокосмічних досліджень).

### Китай
У 2012 році китайська космічна програма відправила в космос першу зі своїх астронавток.

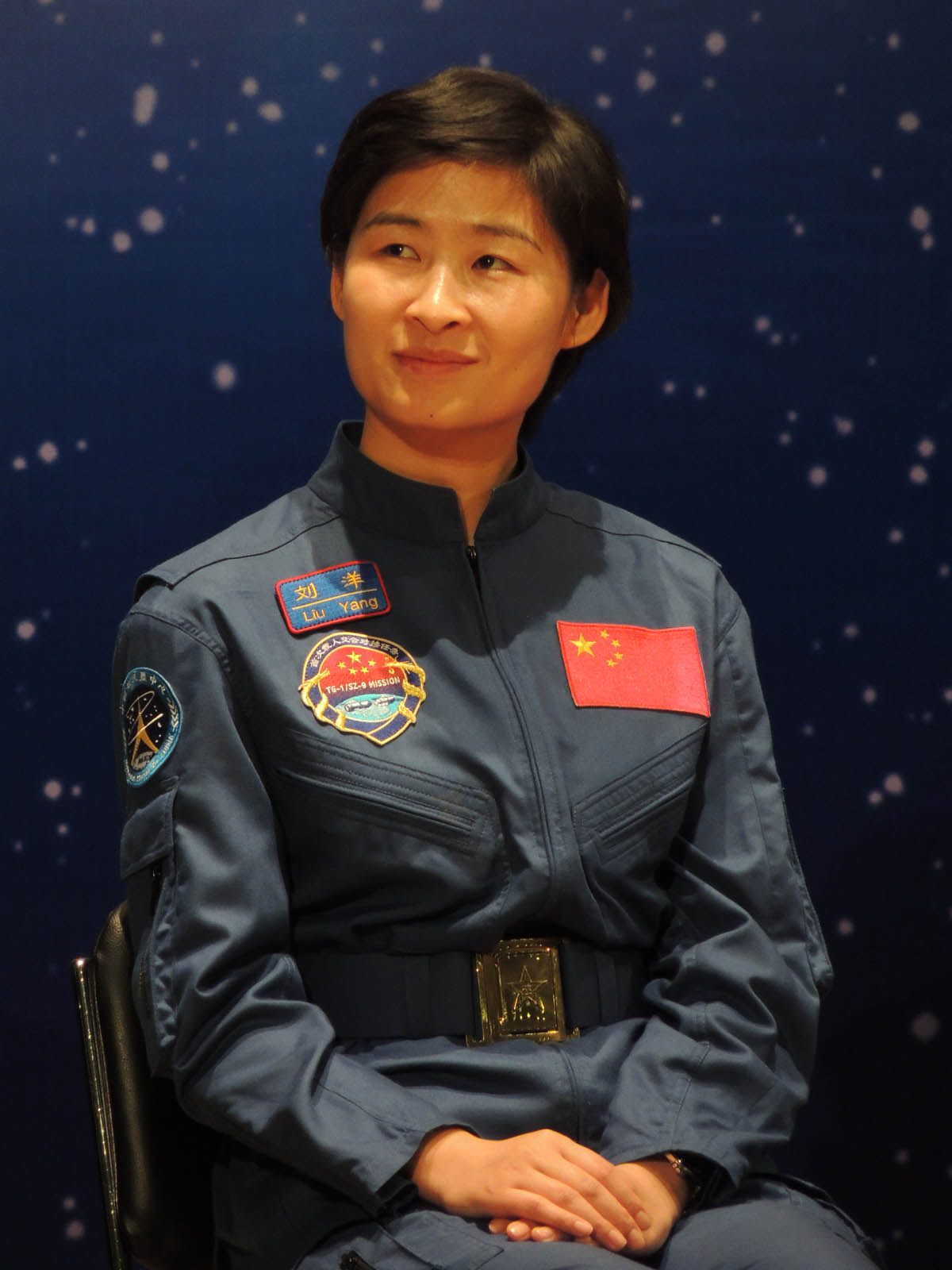
Лю Ян, перша китайська жінка в космосі

До перших кандидаток в астронавти в Китаї, обраних в 2010 році з числа льотчиць-винищувачок, висувалися вимоги: перебувати в шлюбі і мати дітей. На той час китайці стверджували, що одружені жінки «більш фізично і психологічно зрілі» і що вимога мати дітей була викликана побоюваннями, що космічний політ шкодить жіночим репродуктивним органам (включаючи ембріони). Відзначалася також невідома природа впливу космічного польоту на жінок. Тим не менш, директор Китайського астронавт-центру заявив, що шлюб — це перевага, але не суворе обмеження. Частиною настільки суворих вимог було те, що це був перший відбір астронавток, і намагання бути «надзвичайно обережними». Перша астронавтка Китаю, Лю Ян, на час свого польоту в червні 2012 року була одружена, але дітей не мала.

### Представниці інших національностей
- Гелен Шарман
- Клоді Еньєре
- Ї Со-йон
- Саманта Крістофоретті

## Жінки і космічний туризм

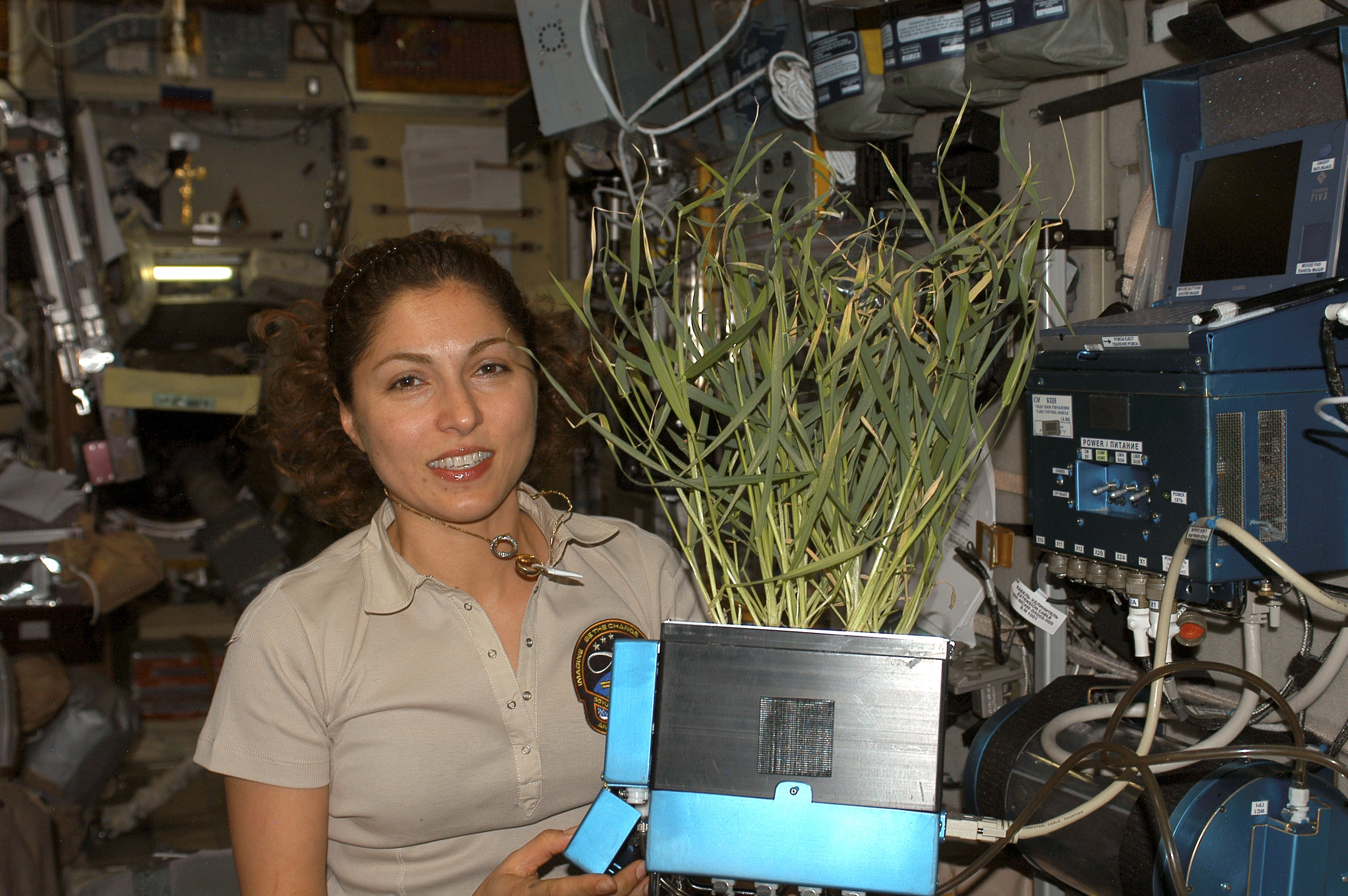
Ануше Ансарі демонструє рослини, вирощені у Модулі обслуговування «Зірка» МКС

Ануше Ансарі була четвертою самостійною космічною мандрівницею і першою жінкою, яка профінансувала свій політ і таким чином потрапила на Міжнародну космічну станцію. Вона полетіла у космос на космічному кораблі «Союз ТМА-9» з космодрому Байконур 18 вересня 2006 року о 08:09 MSD (04:09 UTC), пристикувалася з МКС в 9:21 MSD (05:21 UTC) 20 вересня і повернулася на Землю 21 квітня, 2007 р. «Союз ТМА-9» разом з Ансарі перевозив дві третини експедиції 14 МКС до космічної станції. Ансарі провела кілька експериментів від імені Європейського космічного агентства.
До 2015 року чотирьох жінок класифіковано як «учасниць космічних польотів»: Гелен Шарман, Клауді Еньєре, Ануше Ансарі та Ї Со-йон.

## Впливи космосу на жіноче здоров'я
Наукові дослідження самиць амфібій та ссавців зазвичай не виявляють негативного впливу від короткочасних космічних місій. Менструація не спричинює проблем у космосі. Вплив тривалих космічних подорожей на жіночу репродукцію невідомий.

### Фізичний вплив невагомості на жінок

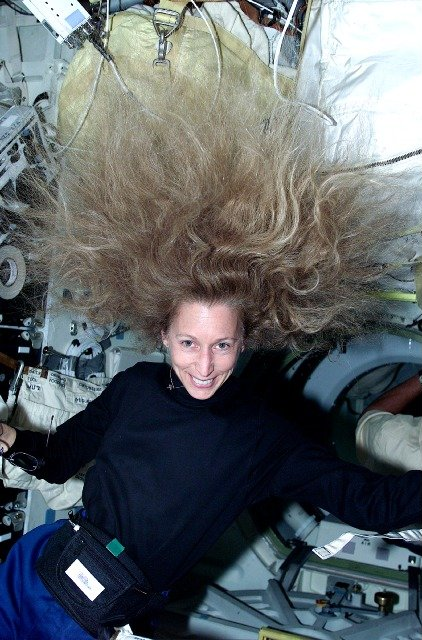
Астронавтка Марша Івінс демонструє вплив невагомості в космосі на волосся

Астронавтки стикаються з тими ж загальними фізичними ефектами космічних подорожей, що й астронавти. Це стосується фізіологічних змін внаслідок невагомості, таких як: втрата кісткової і м'язової маси, загроза здоров'ю від космічного випромінювання, небезпеки, пов'язані з вакуумом і температурою, а також психічного стресу.
Доповіді НАСА спочатку стверджували, що менструація може створити серйозні ризики для здоров'я в космосі або матиме негативний вплив на продуктивність, хоча зараз вона розглядається як звичайна річ.
І чоловіки, і жінки страждають від радіації. З огляду на це є раковий ризик для ендометрію, яєчників і молочних залоз. На основі цих тверджень жінки в НАСА на даний час можуть перебувати у космосі лише половину часу в порівнянні з чоловіками, що обмежує їхні кар'єрні можливості.

### Наукове вивчення вагітності в космосі

Порівняння доз випромінювання, включаючи кількість, виявлену у польоті з Землі на Марс за допомогою РАД на ПМП (2011—2013).

НАСА забороняє вагітним астронавткам літати в космос, саме тому в космосі (станом на 2003 рік) досі не було вагітних жінок. Проте наукові експерименти стосувалися деяких аспектів вагітності.
Випромінювання викликає занепокоєння щодо вагітності. Для повітряних перевезень Федеральна авіаційна адміністрація США рекомендує обмеження на 1 мЗв для вагітності і не більше 0,5 мЗв на місяць. Астронавти на місіях Apollo і Skylab отримали в середньому 1,2 мЗв / добу і 1,4 мЗв / день відповідно. Доза випромінювання на МКС становить у середньому 0,4 мЗв на добу (150 мЗв на рік). Дослідження, опубліковане в 2005 році в International Journal of Impotence Research, стверджує, що короткочасні місії (не більше дев'яти днів) не впливають на «здатність астронавток зачати і виносити здорових дітей». В іншому експерименті в жаби Xenopus laevis успішно пройшов процес овуляції в космосі.
Радіаційний захист відзначають як проблему колонізації космосу, оскільки діти астронавток могли бути в майбутньому безплідними, якщо астронавтка піддавалася завеликому іонізуючому випромінюванню на етапах вагітності. Іонізуюче випромінювання може знищити яйцеклітини жіночого плоду в тілі вагітної, роблячи потомство безплідним.
Вчені провели експерименти з вагітності у ссавців, що не належать до класу людини. Космічні місії, які вивчали «відтворення і вирощування ссавців», включають Kosmos 1129 і 1154, як місії Shuttle STS-66, 70, 72 і 90. Радянський експеримент в 1983 році показав, що щуриха, яка перебувала в космосі під час вагітності, потім привела здорове потомство; немовлята були «тонші і слабші, ніж земні, і трохи відставали у розвитку», хоча надалі добре розвивалися й наздогнали у розвитку земних ровесників.

### Лактація й вигодовування
Місія космічного корабля 1998 року показала, що матері гризунів Rattus або не виробляли достатньо молока, або не годували потомство у космосі. Пізніше дослідження на вагітних щурихах показало, що тварини успішно народили і лактація проходила нормально.
На 2006 рік дітей у космосі не народжувалося. Тим не менш, ідея дітей у космосі сприймається досить серйозно, і навіть деякі вчені обговорювали, як писати навчальні програми для дітей у сім'ях космонавтів.

### Радіація

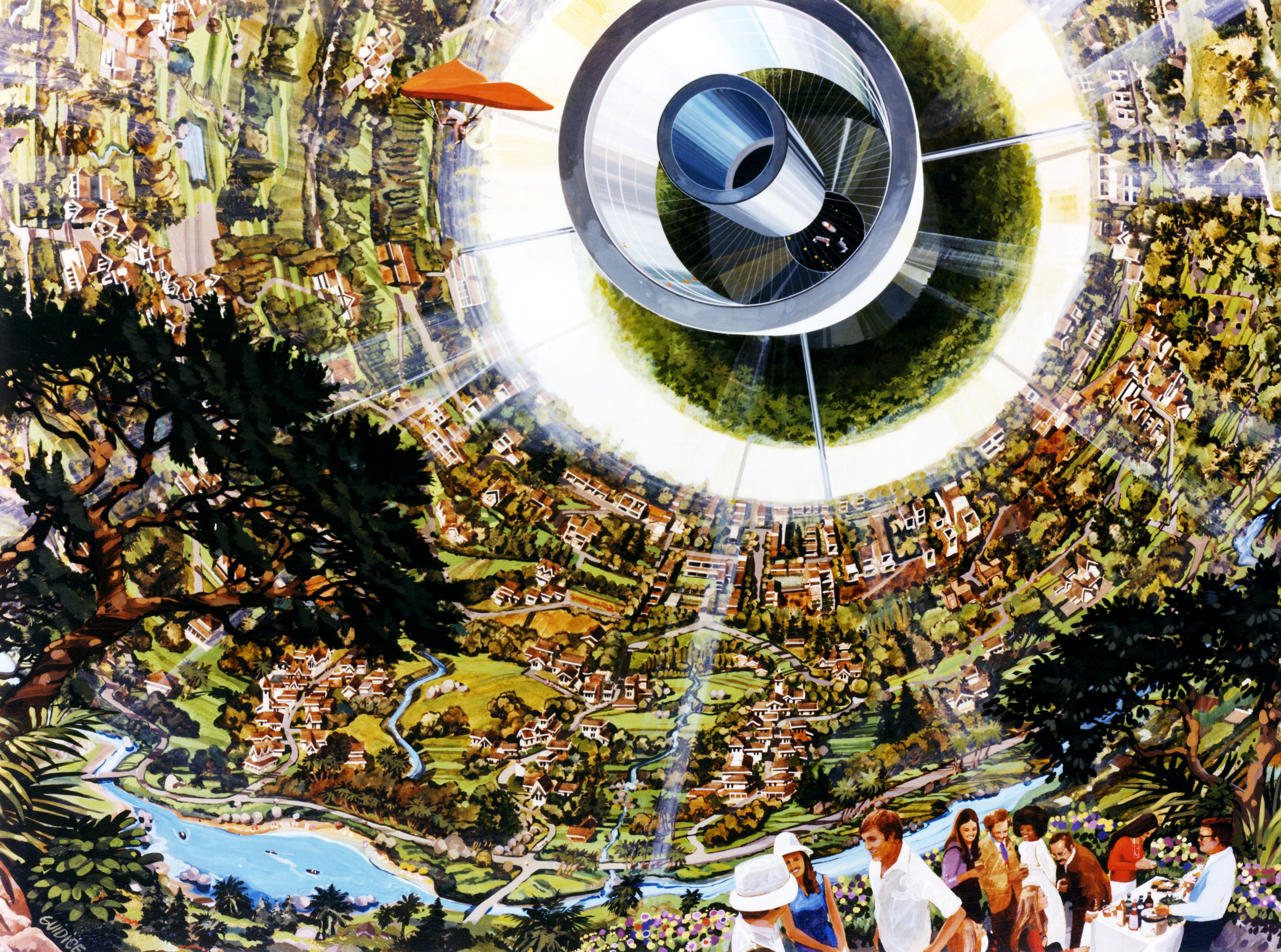
Чоловіки і жінки в космічній колонії сфери Бернала (призначена утримувати тиск повітря і забезпечувати оптимальну масову ефективність для захисту від випромінювання)

Сучасні космічні подорожі та авіаперевезення піддають людей підвищеному випромінюванню з космосу, включаючи космічні промені і сонячні спалахи.
The United States FAA вимагає від авіакомпаній надавати льотним екіпажам інформацію про космічне випромінювання, а рекомендація Міжнародної комісії з радіологічного захисту для широкої громадськості — не більше 1 мЗв на рік. Крім того, багато авіакомпаній не дозволяють вагітним членкиням екіпажу літака здійснювати польоти, щоб дотримуватися європейської директиви. FAA має рекомендований ліміт 1 mSv для вагітної жінки, і не більше 0,5 мЗв на місяць.
Високоенергетичні заряджені ядра масивних частинок solar proton events (SPE) і галактичних космічних променів з космічних джерел блокуються магнітним полем Землі, але становлять серйозну загрозу для здоров'я астронавтів(-ок), які подорожують на Місяць і в будь-яке віддалене місце за межами орбіти Землі. Відомо, що високозаряджені іони HZE є надзвичайно шкідливими, хоча протони складають переважну більшість галактичних космічних променів. Докази свідчать про наявні в минулому рівні радіації подій сонячних частинок (SPE), які були б смертельними для незахищених космонавтів(-ок).
Політ на Марс із сучасними технологіями може бути пов'язаний з роботою Mars Science Laboratory, яка протягом 180-денної подорожі оцінила випромінювання приблизно у 300 мЗв, що було б еквівалентом 24 сканувань КТ або «15 разів щорічної межі випромінювання для працівника(-ці) на атомній електростанції». Німецькі стандарти для вагітних встановлюють межу 50 мЗв / рік для гонад (яєчників) і матки й 150 мЗв / рік для грудей. Для вагітної жінки радіація підвищує ризик виникнення раку плоду.
Однією з проблем радіаційного опромінення під час космічних польотів для вагітних є можлива безплідність майбутніх дітей. В утробі розвиваються репродуктивні органи плоду, чутливі до радіації; плід будь-якої статі може бути безплідним. Жіночий плід уразливий тим, що яєчники, які розвиваються під час вагітності матері, можуть бути пошкоджені, тому, якщо у неї є діти, вони можуть бути безплідними через негативний вплив в утробі матері[прояснити].

### Смертельні випадки

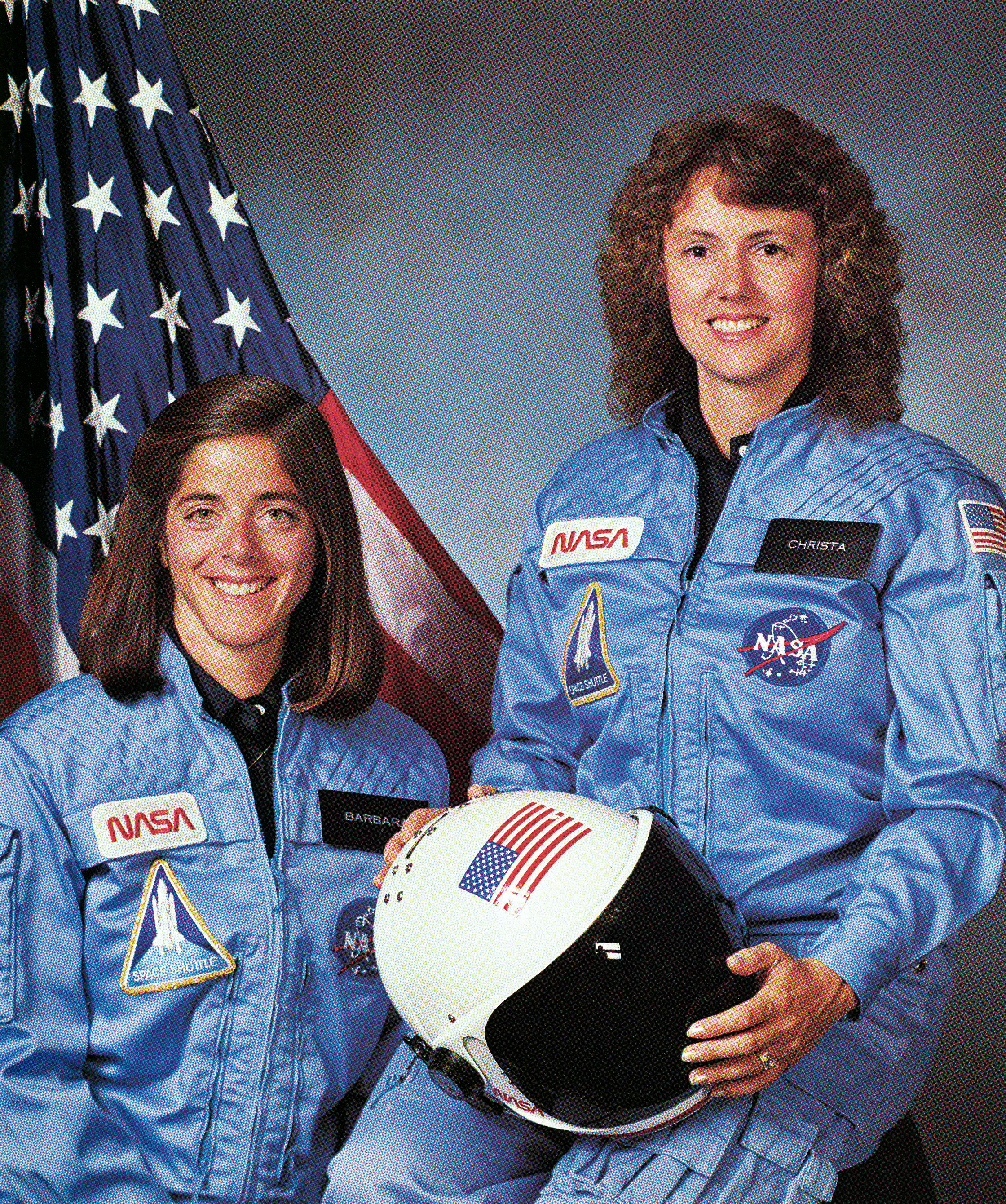
Екіпаж STS-51-L загинув під час аварії Челленджера, включаючи Джудіт Рєзнік і Крісту МакОліфф.

Спеціалістка з корисного навантаження Кріста МакАліффе і фахівчиня місії Джудіт Рєзнік стали першими жінками, які померли на космічній орбіті, менш ніж через 2 хвилини після запуску «Челленджера».
У катастрофі космічного корабля «Колумбія» 2003 року екіпаж також загинув, включаючи фахічинь місії Калпану Чавлу та Лорел Кларк.